# Championnat de Belgique de football de troisième division 1964-1965
Navigation
saison précédente saison suivante
Le Championnat de Belgique de football Division 3 1964-1965 est la 36e édition du championnat de troisième niveau national de football en Belgique. Il conserve le même format que la saison précédente, à savoir deux séries de 16 équipes, qui se rencontrent deux fois chacune pendant la saison. Les deux champions sont promus en Division 2, tandis que les deux derniers de chaque série sont relégués en Promotion.
Cette saison se déroule à plusieurs vitesses. Ainsi dans la série, Willebroek se montre dominateur et remporte le titre avec une relative aisance de 10 points sur Roulers et Beveren. Dans la même série, les deux descendants de « D2 » (Courtrai Sport et RC Malines) ne sont jamais dans le coup. Le « matricule 85 » accède à l'antichambre de l'élite pour la première fois. Dans l'autre groupe, Seraing doit batailler beaucoup plus pour se départir de ses rivaux. Les « Tigres » émergent devant un trio composé d'Overpelt, des promus de Winterslag, et de Wezel. Les cinq premiers « se tiennent dans un mouchoir ».
Dans le fond des tableaux, deux clubs (un par série) sont rapidement écartés et ne peuvent pratiquement jamais espérer le maintien. C'est encore une fois un page d'Histoire qui se tourne. Uccle Sport et le Club Renaisien ne parviendront plus jamais à revenir en « D3 ». Pis, ils échoueront rapidement dans les séries provinciales puis disparaîtront dans l'une ou l'autre fusion.
Dans chaque groupe, la bagarre pour éviter la seconde place descendante est serrée. Au décompte final, le RC Gand en « série A » et Voorwaarts Tirlemont en « B » sont théoriquement relégués. Mais en théorie seulement car une nouvelle fois l'extra-sportif s'en mêle. Une affaire de « corruption » ou de « tentative de corruption » en Division 2 défraie la chronique. Finalement, la fédération punit l'Eendracht Alost qui est reléguée d'une division. Comme le « matricule 90 » a terminé le championnat en position de descendant de D2, il est renvoyé en Promotion. Il est alors décidé que seulement trois formations du 3e niveau doivent descendre. La comparaison des totaux des quatre « relégables » est favorable aux « Gentse Ratten » qui se maintiennent.

## Fusion - Changement d'appellation - Choix du matricule
À la fin de la saison précédente, le Stade Mouscronnois, porteur du « matricule 508 », fusionne avec sa rivale voisine de l'Association Royale Athlétique Mouscronnoise, porteuse du « matricule 224 ». Le club ainsi formé conserve le matricule 224 de l'« ARA » et prend le nom de Royal Excelsior Mouscron.

## Clubs participants

### Série A
| #  | Nom                                                       | Mat. | Ville      | Stades           | En D3 depuis    | Total en D3 | Saison précéd.           |
| -- | --------------------------------------------------------- | ---- | ---------- | ---------------- | --------------- | ----------- | ------------------------ |
| 1  | Koninklijke Kortrijk Sport                                | 19   | Courtrai   | Guldensporen     | 1964-1965 (1er) | 14 saisons  | Division 2, 16e          |
| 2  | Koninklijke Racing Club Mechelen                          | 24   | Malines    | O. Van Kesbecck  | 1964-1965 (1er) | 3 saisons   | Division 2, 15e          |
| 3  | Royal Racing Club de Gand                                 | 11   | Gand       | E. Hielstadion   | 1955-1956 (10e) | 20 saisons  | 4e Série B               |
| 4  | Royal Racing Club Tournaisien                             | 36   | Tournai    | Drève de Maire   | 1962-1963 (3e)  | 22 saisons  | 10e Série B              |
| 5  | Royal Albert Elisabeth Club Mons                          | 44   | Mons       | Charles Tondreau | 1961-1962 (4e)  | 32 saisons  | 13e Série B              |
| 6  | Royal Football Club Renaisien                             | 46   | Renaix     | Parc Lagache     | 1959-1960 (6e)  | 16 saisons  | 11e Série B              |
| 7  | Koninklijke Lyra                                          | 52   | Lierre     | Lyrastadion      | 1961-1962 (4e)  | 4 saisons   | 2e Série B               |
| 8  | Koninklijke Willebroekse Sportvereniging                  | 85   | Willebroek | Henry Pickery    | 1953-1954 (12e) | 25 saisons  | 7e Série B               |
| 9  | Koninklijke Sport Kring Roeselare                         | 134  | Roulers    | 't Motje         | 1960-1961 (5e)  | 15 saisons  | 9e Série B               |
| 10 | Koninklijke Football Club Vigor Hamme                     | 211  | Hamme      | Gemeentelijke    | 1962-1963 (3e)  | 10 saisons  | 5e Série B               |
| 11 | Royal Excelsior Mouscron                                  | 224  | Mouscron   | Le Canonnier     | 1963-1964 (1er) | 1 saison    | 8e Série B               |
| 12 | Koninklijke Sport Vereniging Sottegem                     | 225  | Zottegem   | Stedelijke       | 1961-1962 (4e)  | 4 saisons   | 14e Série B              |
| 13 | Koninklijke Oud-Leerlingen St-Eduardus Merksem Sport-Club | 544  | Merksem    | Gemeentelijk     | 1963-1964 (2e)  | 10 saisons  | 6e Série B               |
| 14 | Beveren-Waas Sport Kring                                  | 2300 | Beveren    | Freethiel        | 1963-1964 (2e)  | 13 saisons  | 3e Série B               |
| 15 | Voetbal Club Zwevegem Sport                               | 3521 | Zwevegem   | Gemeentelijke    | 1962-1963 (3e)  | 3 saisons   | 12e Série B              |
| 16 | Koninklijke Vanneste Genootschap Oostende                 | 31   | Ostende    | ??               | 1964-1965 (1er) | 18 saisons  | Promotion - Série A, 1er |

#### Localisation - Série A
| \| OLSE Merksem Lyra Willebroek RC Malines Roulers Zwevegem VG Oostende Courtrai Sottegem Beveren Hamme RC Gand Renaix RC Tournai Mons Mouscron \| Localisation des clubs engagés en Division 3A 1964-1965 |
| OLSE Merksem Lyra Willebroek RC Malines Roulers Zwevegem VG Oostende Courtrai Sottegem Beveren Hamme RC Gand Renaix RC Tournai Mons Mouscron                                                               |

### Série B
| #  | Nom                                   | Mat. | Ville        | Stades            | En D3 depuis    | Total en D3 | Saison précéd.         |
| -- | ------------------------------------- | ---- | ------------ | ----------------- | --------------- | ----------- | ---------------------- |
| 1  | Royal Football Club La Rhodienne      | 6    | R.-St-Genèse | Wauterbos         | 1963-1964 (2e)  | 7 saisons   | 11e Série A            |
| 2  | Royal Uccle Sport                     | 15   | Uccle        | rue de Neerstalle | 1958-1959 (7e)  | 8 saisons   | 6e Série A             |
| 3  | Royal Football Club Sérésien          | 17   | Seraing      | du Pairay         | 1960-1961 (5e)  | 16 saisons  | 2e Série A             |
| 4  | Royal Racing Football Club Montegnée  | 77   | Montegnée    | ??                | 1954-1955 (11e) | 26 saisons  | 3e Série A             |
| 5  | Royal Racing Club Tirlemont           | 132  | Tirlemont    | Julien Bergé      | 1957-1958 (8e)  | 13 saisons  | 7e Série A             |
| 6  | Royal Stade Waremmien Football Club   | 190  | Waremme      | Edmond Leburton   | 1962-1963 (3e)  | 23 saisons  | 8e Série A             |
| 7  | Koninklijke Wezel Sport Football Club | 844  | Wezel        | Balen-Neetlaan    | 1960-1961 (5e)  | 15 saisons  | 5e Série A             |
| 8  | Royale Entente Sportive Jamboise      | 1579 | Jambes       | stade communal    | 1960-1961 (5e)  | 8 saisons   | 14e Série A            |
| 9  | Football Club Eendracht Houthalen     | 2402 | Houthalen    | Gemeentelijke     | 1962-1963 (3e)  | 3 saisons   | 10e Série A            |
| 10 | Vrij en Vlug Overpelt-Fabriek         | 2554 | Overpelt     | De Leukens        | 1957-1958 (8e)  | 8 saisons   | 4e Série A             |
| 11 | Voorwaarts Tienen                     | 3229 | Tirlemont    | Kabbeeksepoort    | 1963-1964 (2e)  | 12 saisons  | 13e Série A            |
| 12 | Union Basse-Sambre Auvelais           | 4290 | Auvelais     | ??                | 1959-1960 (6e)  | 8 saisons   | 9e Série A             |
| 13 | Vebroedering Mechelen-aan-de-Maas     | 5384 | Maasmechelen | ??                | 1963-1964 (2e)  | 2 saisons   | 12e Série A            |
| 14 | Royal Wavre Sports                    | 79   | Wavre        | ??                | 1964-1965 (1er) | 1 saison    | Promotion, Série D,1re |
| 15 | Koninklijke Football Club Winterslag  | 322  | Winterslag   | Noordlaan         | 1964-1965 (1er) | 10 saisons  | Promotion, Série C,1re |
| 16 | Royal Club Sportif de Schaerbeek      | 451  | Schaerbeek   | Parc Josaphat     | 1964-1965 (1er) | 18 saisons  | Promotion, Série B,1re |

#### Localisation - Série B
| \| Schaerbeek Uccle La Rhodienne Wezel Overpelt Winterslag Houthalen V. Mechelen a/d M. Wavre RC Tirlemont Voorwaarts Montegnée Seraing Waremme Jambes Auvelais \| Localisation des clubs engagés en Division 3B 1964-1965 |
| Schaerbeek Uccle La Rhodienne Wezel Overpelt Winterslag Houthalen V. Mechelen a/d M. Wavre RC Tirlemont Voorwaarts Montegnée Seraing Waremme Jambes Auvelais                                                               |

## Classements & Résultats
- Le nom des clubs est celui employé à l'époque

Légende
- Clubs champions et promus en Division 2 la saison suivante
- Clubs relégués en Promotion la saison suivante
- Club qui change d'appellation en vue de la saison suivante (fusion)

Abréviations
 : club relégué de « Division 2 » depuis la saison précédente
 : Clubs promus de « Promotion » depuis la saison précédente

### Classement final - Série A
| Rang | Équipe                | Pts | J  | G  | N  | P  | Bp | Bc | Diff |
| ---- | --------------------- | --- | -- | -- | -- | -- | -- | -- | ---- |
| 1    | K. WILLEBROEKSE SV    | 44  | 30 | 19 | 6  | 5  | 71 | 35 | +36  |
| 2    | K. SK Roeselare       | 34  | 30 | 13 | 8  | 9  | 60 | 44 | +16  |
| 3    | SK Beveren-Waas       | 34  | 30 | 13 | 8  | 9  | 53 | 52 | +1   |
| 4    | K. Lyra               | 33  | 30 | 11 | 11 | 8  | 37 | 35 | +2   |
| 5    | K. RC Mechelen        | 32  | 30 | 13 | 6  | 11 | 55 | 45 | +10  |
| 6    | K. Kortrijk Sport     | 31  | 30 | 14 | 3  | 13 | 54 | 53 | +1   |
| 7    | R. RC Tournaisien     | 31  | 30 | 13 | 5  | 12 | 52 | 49 | +3   |
| 8    | K. SV Sottegem        | 31  | 30 | 11 | 9  | 10 | 47 | 48 | -1   |
| 9    | VC Zwevegem Sport     | 29  | 30 | 12 | 5  | 13 | 44 | 44 | 0    |
| 10   | K. OLSE Merksem SC    | 29  | 30 | 11 | 7  | 12 | 49 | 52 | -3   |
| 11   | R. AEC Mons           | 29  | 30 | 10 | 9  | 11 | 38 | 40 | -2   |
| 12   | R. Excelsior Mouscron | 28  | 30 | 11 | 6  | 13 | 54 | 66 | -12  |
| 13   | K. VG Oostende        | 28  | 30 | 10 | 8  | 12 | 50 | 37 | +13  |
| 14   | K. FC Vigor Hamme     | 27  | 30 | 10 | 7  | 13 | 44 | 56 | -12  |
| 15   | R. RC de Gand         | 24  | 30 | 9  | 6  | 15 | 53 | 63 | -10  |
| 16   | R. FC Renaisien       | 16  | 30 | 6  | 4  | 20 | 29 | 81 | -52  |

#### Résultats des rencontres - Série A
| Résultats (▼dom., ►ext.)                                   | BEV | GAN | HAM | KOR | LYR | RCM | MER | MON | EXC  | VGO | REN | ROE | SOT | TOU | WIL  | ZWE |
| SK Beveren-Waas                                            |     | 2-4 | 7-2 | 5-1 | 2-0 | 1-1 | 3-2 | 2-0 | 2-1  | 2-2 | 4-1 | 3-5 | 4-0 | 2-2 | 2-2  | 3-2 |
| R. RC de Gand                                              | 0-2 |     | 2-3 | 2-0 | 1-1 | 2-2 | 1-2 | 4-1 | 2-0  | 3-2 | 0-0 | 4-4 | 3-2 | 3-2 | 0-1  | 1-3 |
| K. FC Vigor Hamme                                          | 2-2 | 2-0 |     | 1-1 | 3-2 | 2-0 | 1-2 | 4-1 | 1-1  | 0-1 | 2-4 | 1-1 | 3-0 | 1-1 | 2-3  | 0-2 |
| K. Kortrijk Sport                                          | 1-1 | 1-0 | 2-1 |     | 0-2 | 5-2 | 4-0 | 3-1 | 6-0  | 3-2 | 3-1 | 1-3 | 2-3 | 2-1 | 0-3  | 2-1 |
| K. Lyra                                                    | 3-1 | 2-2 | 2-0 | 2-1 |     | 0-0 | 3-1 | 1-1 | 0-1  | 2-2 | 0-0 | 1-0 | 1-1 | 3-2 | 0-4  | 0-1 |
| K. RC Mechelen                                             | 1-5 | 3-1 | 3-0 | 4-1 | 2-1 |     | 3-4 | 1-1 | 6-1  | 0-2 | 3-0 | 3-2 | 4-0 | 1-2 | 1-2  | 5-0 |
| K. OLSE Merksem SC                                         | 0-1 | 1-4 | 3-2 | 2-1 | 0-0 | 1-1 |     | 4-1 | 3-2  | 0-1 | 4-0 | 2-0 | 1-1 | 4-0 | 1-3  | 2-3 |
| R. AEC Mons                                                | 1-0 | 4-1 | 0-0 | 0-0 | 3-0 | 1-0 | 1-1 |     | 3-0  | 1-1 | 2-0 | 2-1 | 3-3 | 4-1 | 1-2  | 0-0 |
| R. Excelsior Mouscron                                      | 2-1 | 3-3 | 4-1 | 2-4 | 1-3 | 1-1 | 3-2 | 3-1 | 2XXX | 2-1 | 3-1 | 6-0 | 0-0 | 4-1 | 6-1  | 1-1 |
| K. VG Oostende                                             | 4-1 | 3-0 | 6-0 | 0-2 | 1-2 | 1-3 | 0-0 | 1-0 | 7-1  |     | 1-1 | 0-0 | 0-0 | 3-0 | 4-0  | 3-3 |
| R. FC Renaisien                                            | 2-1 | 0-5 | 2-1 | 1-2 | 0-1 | 0-1 | 4-2 | 0-2 | 1-0  | 1-0 |     | 3-5 | 1-6 | 0-4 | 1-11 | 1-2 |
| K. SK Roeselare                                            | 9-0 | 3-1 | 0-1 | 4-0 | 1-1 | 2-1 | 4-1 | 1-1 | 3-1  | 1-0 | 3-1 |     | 0-0 | 3-0 | 1-1  | 1-1 |
| K. SV Sottegem                                             | 1-1 | 3-1 | 1-3 | 1-4 | 0-3 | 2-0 | 5-2 | 2-1 | 0-1  | 2-0 | 1-1 | 2-0 |     | 0-0 | 4-1  | 2-1 |
| R. RC Tournaisien                                          | 1-0 | 4-2 | 1-2 | 3-1 | 0-0 | 4-0 | 0-0 | 2-0 | 2-0  | 2-0 | 9-2 | 3-2 | 2-0 |     | 0-2  | 3-0 |
| K. Willebroekse SV                                         | 0-0 | 3-0 | 2-2 | 2-1 | 1-1 | 0-1 | 0-0 | 0-1 | 7-2  | 3-2 | 1-0 | 3-0 | 3-1 | 6-0 |      | 2-0 |
| VC Zwevegem Sport                                          | 0-3 | 4-1 | 0-1 | 3-0 | 3-0 | 1-2 | 0-2 | 2-0 | 2-2  | 2-0 | 2-0 | 0-1 | 2-4 | 2-0 | 1-2  |     |
| - Victoire à domicile - Match nul - Victoire à l'extérieur |     |     |     |     |     |     |     |     |      |     |     |     |     |     |      |     |

#### Résumé
La série est largement dominée par le K. Willebroekse SV qui mène ce championnat d'un bout à l'autre.
Au niveau du maintien, le FC Renaisien accuse rapidement un retard qu'il n'est jamais en mesure de résorber. L'attribution de la deuxième place descendante fournit bien plus d'incertitude et concerne longtemps le nouvellement constitué Excelsior Mouscron, le promu du VG Ostende mais aussi le FC Vigor Hamme. Mais en définitive, c'est le R. Racing Club de Gand auteur d'un second tour catastrophique est hérite de la mauvaise place. Le « matricule 11 » est finalement repêché à la suite d'une sanction touchant l'Eendracht Alost.

### Classement final - Série B
| Rang | Équipe                       | Pts | J  | G  | N  | P  | Bp | Bc | Diff |
| ---- | ---------------------------- | --- | -- | -- | -- | -- | -- | -- | ---- |
| 1    | R. FC SÉRÉSIEN               | 40  | 30 | 16 | 8  | 6  | 77 | 39 | +38  |
| 2    | V&V Overpelt-Fabriek         | 37  | 30 | 13 | 11 | 6  | 52 | 31 | +21  |
| 3    | K. FC Winterslag             | 36  | 30 | 15 | 6  | 9  | 53 | 39 | +14  |
| 4    | R. Stade Waremmien FC        | 36  | 30 | 14 | 8  | 8  | 41 | 37 | +4   |
| 5    | K. Wezel Sport FC            | 36  | 30 | 13 | 10 | 7  | 61 | 45 | +16  |
| 6    | R. RC Tirlemont              | 35  | 30 | 12 | 11 | 7  | 49 | 37 | +12  |
| 7    | R. Racing FC Montegnée       | 33  | 30 | 12 | 9  | 9  | 51 | 45 | +6   |
| 8    | Union Basse-Sambre Auvelais  | 30  | 30 | 13 | 4  | 13 | 50 | 46 | +4   |
| 9    | R. FC La Rhodienne           | 29  | 30 | 10 | 9  | 11 | 36 | 36 | 0    |
| 10   | R. CS de Schaerbeek          | 28  | 30 | 10 | 8  | 12 | 35 | 38 | -3   |
| 11   | Verbr. Mechelen a/d Maas     | 27  | 30 | 10 | 7  | 13 | 32 | 44 | -12  |
| 12   | R. Wavre Sports              | 27  | 30 | 8  | 11 | 11 | 47 | 60 | -13  |
| 13   | R. Entente Sportive Jamboise | 25  | 30 | 10 | 5  | 15 | 54 | 67 | -13  |
| 14   | FC Eendracht Houthalen       | 24  | 30 | 8  | 8  | 14 | 36 | 51 | -15  |
| 15   | Voorwaarts Tienen            | 23  | 30 | 8  | 7  | 15 | 38 | 64 | -26  |
| 16   | R. Uccle Sport               | 14  | 30 | 5  | 4  | 21 | 38 | 71 | -33  |

#### Résultats des rencontres - Série B
| Résultats (▼dom., ►ext.)                                   | AUV | HOU | JAM | MaM | MON | OVE | SCH | SER | RHO | RCT | VOO | UCC | WAR | WSP | WEZ | WIN |
| UBS Auvelais                                               |     | 2-0 | 2-0 | 1-2 | 0-2 | 1-1 | 2-1 | 0-0 | 2-0 | 2-1 | 5-1 | 2-0 | 0-0 | 3-2 | 5-0 | 2-2 |
| FC Eendracht Houthalen                                     | 3-0 |     | 2-2 | 1-5 | 2-0 | 2-2 | 1-0 | 2-1 | 0-0 | 2-2 | 2-0 | 1-0 | 1-3 | 3-0 | 0-2 | 1-1 |
| R. Ent. Sp. Jamboise                                       | 2-1 | 3-1 |     | 0-0 | 2-5 | 1-0 | 1-1 | 3-9 | 4-2 | 0-1 | 3-4 | 3-1 | 6-0 | 1-2 | 1-0 | 1-2 |
| Verbr. Mechelen-a/d-Maas                                   | 1-2 | 3-0 | 0-2 |     | 0-2 | 1-1 | 3-0 | 1-1 | 1-0 | 0-0 | 2-0 | 3-2 | 1-4 | 2-1 | 1-2 | 0-1 |
| R. Racing FC Montegnée                                     | 2-1 | 3-3 | 2-1 | 2-0 |     | 1-4 | 3-2 | 1-2 | 0-0 | 1-2 | 2-2 | 1-0 | 1-1 | 8-1 | 2-2 | 0-2 |
| V&V Overpelt-Fabriek                                       | 1-4 | 1-0 | 6-0 | 2-1 | 1-1 |     | 3-0 | 0-1 | 1-0 | 2-0 | 2-2 | 6-0 | 1-0 | 1-1 | 0-1 | 2-1 |
| R. CS Schaerbeek                                           | 2-0 | 3-0 | 2-1 | 3-0 | 1-1 | 1-1 |     | 1-1 | 3-1 | 1-1 | 1-3 | 0-0 | 3-1 | 2-0 | 0-2 | 1-0 |
| R. FC Sérésien                                             | 5-3 | 6-1 | 4-2 | 6-0 | 4-1 | 1-2 | 1-0 |     | 2-1 | 4-5 | 7-1 | 9-2 | 3-0 | 0-0 | 1-1 | 2-1 |
| R. FC La Rhodienne                                         | 1-3 | 2-1 | 2-1 | 1-1 | 3-1 | 0-0 | 1-1 | 3-0 |     | 2-1 | 3-0 | 1-0 | 3-0 | 1-2 | 1-1 | 0-2 |
| R. RC Tirlemont                                            | 2-1 | 5-2 | 0-1 | 0-0 | 2-0 | 2-0 | 1-1 | 2-2 | 0-0 |     | 4-0 | 3-0 | 1-1 | 2-1 | 1-0 | 4-1 |
| Voorwaarts Tienen                                          | 0-1 | 1-0 | 3-3 | 3-1 | 1-2 | 0-0 | 1-0 | 1-2 | 1-1 | 3-1 |     | 4-2 | 0-2 | 1-0 | 0-0 | 0-2 |
| R. Uccle Sport                                             | 1-0 | 2-0 | 2-3 | 1-3 | 0-1 | 1-3 | 4-1 | 1-1 | 0-3 | 2-1 | 6-1 |     | 1-2 | 2-2 | 3-4 | 1-3 |
| R. Stade Waremmien FC                                      | 1-0 | 1-0 | 1-0 | 1-1 | 1-0 | 2-2 | 0-1 | 2-0 | 3-1 | 1-1 | 2-0 | 1-1 |     | 1-0 | 2-2 | 1-2 |
| R. Wavre Sport                                             | 6-3 | 1-1 | 3-3 | 3-1 | 1-2 | 3-2 | 2-1 | 1-1 | 1-1 | 1-1 | 3-3 | 3-2 | 0-2 |     | 0-0 | 3-1 |
| K. Wezel Sport FC                                          | 5-1 | 2-2 | 6-2 | 0-1 | 2-2 | 2-4 | 3-1 | 0-1 | 4-1 | 2-2 | 3-1 | 4-0 | 3-2 | 6-1 |     | 2-2 |
| K. FC Winterslag                                           | 2-1 | 1-2 | 3-2 | 2-0 | 1-1 | 1-1 | 0-1 | 1-0 | 0-1 | 4-1 | 2-1 | 2-1 | 2-3 | 3-3 | 5-0 |     |
| - Victoire à domicile - Match nul - Victoire à l'extérieur |     |     |     |     |     |     |     |     |     |     |     |     |     |     |     |     |

### Désignation du Champion de Division 3
Le titre de « Champion de Division 3 » est attribué après une confrontation aller/retour entre les vainqueurs de chacune des deux séries.
| Dates                       | Domicile           | Déplacement        | Résultat | Remarques |
| --------------------------- | ------------------ | ------------------ | -------- | --------- |
| 16 mai 1965                 | R. FC Sérésien     | K. Willebroekse SV | 1-5      |           |
| 23 mai 1965                 | K. Willebroekse SV | R. FC Sérésien     | 2-1      |           |
| K. WILLEBROEKSE SV champion |                    |                    |          |           |

Précisons que ce mini-tournoi n'a qu'une valeur honorifique et n'influe pas sur la montée. Les quatre champions de série sont promus.

## Meilleurs buteurs
- Série A: ?
- Série B: ?

## Récapitulatif de la saison
- Champion A: K. Willebroekse SV (1er titre en D3)
- Champion B: R. FC Sérésien (2e titre en D3)
- Vingt-quatrième titre de D3 pour la Province d'Anvers
- Dix-septième titre de D3 pour la Province de Liège

| Région flamande (18)            | Région flamande (18) | Province de Brabant (6)      | Province de Brabant (6) | Région wallonne (8)    | Région wallonne (8) |
| ------------------------------- | -------------------- | ---------------------------- | ----------------------- | ---------------------- | ------------------- |
| Province d'Anvers               | 5                    | Région de Bruxelles-Capitale | 2                       | Province de Hainaut    | 3                   |
| Province de Flandre-Occidentale | 4                    | Province du Brabant flamand  | 3                       | Province de Liège      | 3                   |
| Province de Flandre-Orientale   | 5                    | Province du Brabant wallon   | 1                       | Province de Luxembourg | 0                   |
| Province de Limbourg            | 4                    |                              |                         | Province de Namur      | 2                   |

1. ↑  Au niveau footballistique, la province de Brabant est toujours unitaire malgré sa partition territoriale en 1995.

### Admissions - Relégations
Seraing et Willebroek sont promus en Division 2, d'où sont relégués Eendracht Alost et Boom.

### Départage des relégables
Étant donné que l'Eendracht Alost est renvoyée de D2 en Promotion à la suite d'un scandale de corruption (voir Division 2 « 64-65 »), la fédération belge statue que seules trois équipes sont reléguées de D3.
Les deux clubs qui terminent en position de relégables dans chacune des séries sont départagés en fonction de leur résultats totaux. Le Racing de Gand échappe à la descente. Le FC Renaisien, Voorwaarts Tienen et Uccle Sport sont relégués en Promotion, d'où sont promus, L'AC&V Brasschaat, l'Union Hutoise, le Racing Jette et le White Star Lauwe.
Légende
- Club qui assure son maintien en  Division 3 la saison suivante
- Clubs relégués en Promotion la saison suivante

| Rang | Équipe            | Pts | J  | G | N | P  | Bp | Bc | Diff |
| ---- | ----------------- | --- | -- | - | - | -- | -- | -- | ---- |
| 1    | R. RC de Gand     | 24  | 30 | 9 | 6 | 15 | 53 | 63 | -10  |
| 2    | Voorwaarts Tienen | 23  | 30 | 8 | 7 | 15 | 38 | 64 | -26  |
| 3    | R. Uccle Sport    | 16  | 30 | 5 | 4 | 21 | 38 | 71 | -33  |
| 4    | R. FC Renaisien   | 14  | 30 | 6 | 4 | 20 | 29 | 81 | -52  |

## Débuts en D3
Deux clubs évoluent pour la première fois de leur Histoire au 3e niveau du football belge. Ils portent à 214 le nombre de clubs différents ayant évolué à ce niveau.
- R. Wavre Sports est le 33e club brabançon différent à évoluer à ce niveau.

### Débuts en séries nationales
- R. Excelsior Mouscron est le 25e club hennuyer différent à évoluer au 3e niveau, et le 30e Hennuyer différent à apparaître au niveau national (ex-aequo avec le FC Farciennes qui lui débute en Promotion). 
  - Il s'agit évidemment d'un cas particulier à la suite de la fusion ayant réuni l'ARA Mouscronnoise et le Stade (pour rappel, chronologiquement le « 18e club hennuyer) » au troisième niveau en 1938). Le « matricule 224 » conservé par le club fusionné n'a jamais jusqu'ici disputé la moindre saison en séries nationales. Il y effectue ses grands débuts.
  - Pour connaître un autre nouveau club au 3e niveau, la Province de Hainaut devra attendre 20 ans, et la montée de la R. US Binchoise en 1984.

## Fusion - Changement d'appellation
À la fin de la saison, en proie à des difficultés financières (à la suite de la fermeture des derniers sites miniers de la localité), le FC Eendracht Houthalen (matricule 2402) fusionne avec le VV Hoger Op Houthalen (matricule 6231) pour former le Sporting Houthalen sous le matricule 2402.